# Make the Most of It
Make the Most of It è il dodicesimo album in studio del gruppo musicale statunitense New Found Glory, pubblicato nel 2023. Si tratta di un disco interamente acustico, contenente sette canzoni inedite e sette versioni dal vivo di brani precedentemente editi, suonati durante l'NFG Unplugged Total Request Livestream.

## Tracce
Digitale, CD e audiocassetta
1. Dream Born Again – 4:21
2. Mouth to Mouth – 4:12
3. Get Me Home – 3:30
4. Watch the Lilies Grow – 4:33
5. More Than Enough – 3:42
6. Kiss the Floor – 5:07
7. Bloom – 3:34
8. Understatement (Live) – 4:19
9. All Downhill from Here (Live) – 3:46
10. Dressed to Kill (Live) – 3:37
11. The Story so Far (Live) – 3:56
12. Failure's Not Flattering (Live) – 3:56
13. My Friends Over You (Live) – 3:53
14. Hit or Miss (Live) – 4:14

Durata totale: 56:40
Vinile
1. Dream Born Again – 4:21
2. Mouth to Mouth – 4:12
3. Get Me Home – 3:30
4. Watch the Lilies Grow – 4:33
5. More Than Enough – 3:42
6. Kiss the Floor – 5:07
7. Bloom – 3:34
8. All Downhill from Here (Live) – 3:46
9. Dressed to Kill (Live) – 3:37
10. The Story so Far (Live) – 3:56

Durata totale: 40:18

## Formazione
- Jordan Pundik – voce
- Chad Gilbert – chitarra, cori
- Ian Grushka – basso
- Cyrus Bolooki – percussioni

Produzione
- Mark Trombino – missaggio[6]